# Serie A 1980/81
De Serie A 1980/81 was het 78ste voetbalkampioenschap (scudetto) in Italië en het 50ste seizoen van de Serie A. Juventus werd kampioen.

## Eindstand
|     | Team            | Ptn   | Wed | W  | G  | V  | DV | DT | Opmerking |
| --- | --------------- | ----- | --- | -- | -- | -- | -- | -- | --------- |
| 1.  | Juventus FC     | 44    | 30  | 17 | 10 | 3  | 46 | 15 | EC I      |
| 2.  | AS Roma         | 42    | 30  | 14 | 14 | 2  | 43 | 20 | EC II     |
| 3.  | SSC Napoli      | 38    | 30  | 14 | 10 | 6  | 31 | 21 | UEFA Cup  |
| 4.  | Internazionale  | 36    | 30  | 14 | 8  | 8  | 41 | 24 | UEFA Cup  |
| 5.  | AC Fiorentina   | 32    | 30  | 9  | 14 | 7  | 28 | 25 |           |
| 6.  | Cagliari Calcio | 30    | 30  | 8  | 14 | 9  | 29 | 30 |           |
| 7.  | Bologna         | 29 1. | 30  | 11 | 12 | 7  | 25 | 29 |           |
| 7.  | US Catanzaro    | 29    | 30  | 6  | 17 | 7  | 24 | 27 |           |
| 9.  | Torino Calcio   | 26    | 30  | 8  | 10 | 12 | 26 | 29 |           |
| 10. | US Avellino     | 25 1. | 30  | 10 | 10 | 10 | 36 | 33 |           |
| 10. | Ascoli          | 25    | 30  | 7  | 11 | 12 | 18 | 34 |           |
| 10. | Udinese Calcio  | 25    | 30  | 6  | 13 | 11 | 24 | 39 |           |
| 10. | Como            | 25    | 30  | 8  | 9  | 13 | 25 | 33 |           |
| 10. | Brescia Calcio  | 25    | 30  | 4  | 17 | 9  | 19 | 25 | Serie B   |
| 15. | AC Perugia      | 18 1. | 30  | 5  | 13 | 12 | 18 | 31 | Serie B   |
| 16. | AC Pistoiese    | 16    | 30  | 6  | 4  | 20 | 19 | 46 | Serie B   |

1. Bologna FC 1909, US Avellino en AC Perugia kregen aan de start van het seizoen vijf strafpunten.

## Statistieken

### Nederlanders
Onderstaande Nederlandse voetballers kwamen in het seizoen 1980/81 uit in de Serie A.
| Naam      | Club       | Debuut in Serie A | Duels | Goals |
| --------- | ---------- | ----------------- | ----- | ----- |
| Ruud Krol | SSC Napoli | 21.09.1980        | 1     | 0     |

### Scheidsrechters
| Naam            | Geboren    | Debuut     | Duels | Kreeg geel | Kreeg voor de tweede keer geel en dus rood | Weggestuurd | Pen. |
| --------------- | ---------- | ---------- | ----- | ---------- | ------------------------------------------ | ----------- | ---- |
| Enzo Barbaresco | 24.04.1937 | 03.12.1967 | 14    | ?          | ?                                          | ?           | 6    |

### Juventus
Bijgaand een overzicht van de spelers van Juventus, die in het seizoen 1980/81 onder leiding van trainer-coach Giovanni Trapattoni voor de negentiende keer in de clubgeschiedenis kampioen van Italië werden.
| Naam                 | Min.  | Duels | B  | Werd in het veld gebracht | Werd van het veld gehaald | Goal | Kreeg geel | Kreeg voor de tweede keer geel en dus rood | Weggestuurd |
| -------------------- | ----- | ----- | -- | ------------------------- | ------------------------- | ---- | ---------- | ------------------------------------------ | ----------- |
| Dino Zoff            | 2700' | 30    | 30 | 0                         | 0                         | 0    | ?          | ?                                          | ?           |
| Antonello Cuccureddu | 2482' | 29    | 29 | 0                         | 3                         | 1    | ?          | ?                                          | ?           |
| Pietro Fanna         | 2344' | 29    | 29 | 0                         | 12                        | 5    | ?          | ?                                          | ?           |
| Gaetano Scirea       | 2584' | 29    | 29 | 0                         | 1                         | 4    | ?          | ?                                          | ?           |
| Liam Brady           | 2439' | 28    | 28 | 0                         | 4                         | 8    | ?          | ?                                          | ?           |
| Antonio Cabrini      | 2460' | 28    | 28 | 0                         | 1                         | 7    | ?          | ?                                          | ?           |
| Marco Tardelli       | 2499' | 28    | 28 | 0                         | 1                         | 7    | ?          | ?                                          | ?           |
| Claudio Gentile      | 2430' | 27    | 27 | 0                         | 0                         | 0    | ?          | ?                                          | ?           |
| Roberto Bettega      | 2250' | 25    | 25 | 0                         | 0                         | 5    | ?          | ?                                          | ?           |
| Franco Causio        | 1597' | 25    | 19 | 6                         | 7                         | 2    | ?          | ?                                          | ?           |
| Giuseppe Furino      | 2086' | 24    | 24 | 0                         | 4                         | 0    | ?          | ?                                          | ?           |
| Domenico Marocchino  | 1533' | 24    | 16 | 8                         | 8                         | 5    | ?          | ?                                          | ?           |
| Cesare Prandelli     | 1118' | 20    | 10 | 10                        | 1                         | 0    | ?          | ?                                          | ?           |
| Vinicio Verza        | 405'  | 14    | 2  | 12                        | 0                         | 0    | ?          | ?                                          | ?           |
| Carlo Osti           | 486'  | 6     | 4  | 2                         | 0                         | 0    | ?          | ?                                          | ?           |
| Sergio Brio          | 167'  | 4     | 1  | 3                         | 0                         | 0    | ?          | ?                                          | ?           |
| Giuseppe Galderisi   | 30'   | 1     | 0  | 1                         | 0                         | 0    | ?          | ?                                          | ?           |
| Massimo Storgato     | 90'   | 1     | 1  | 0                         | 0                         | 0    | ?          | ?                                          | ?           |
|                      |       |       |    |                           |                           |      |            |                                            |             |
| Luciano Bodini       | 0     | 0     | 0  | 0                         | 0                         | 0    | 0          | 0                                          | 0           |
| Gabriele Pin         | 0     | 0     | 0  | 0                         | 0                         | 0    | 0          | 0                                          | 0           |